# Claudia Turbay
Claudia Dinora Turbay Quintero (Bogotá, 27 de junio de 1952) es una diplomática y periodista colombiana. Se ha desempeñado como Embajadora de Colombia en Suiza, con dual acreditación como embajadora no residente en Liechtenstein, Embajadora de Colombia ante Uruguay con doble acreditación como Representante Permanente de Colombia ante la Asociación Latinoamericana de Integración de Montevideo, ha trabajado trabajando con Proexport, la celebración de diversos cargos, entre ellos el Directora Comercial en la Miami oficinas, con el tiempo de ser nombrado presidente de la agencia en 2002. En 2013 fue nombrada como embajadora de Colombia en Ghana, concurrente para varios países de África Occidental, entre ellos Nigeria, Sierra Leona, Liberia, Costa de Marfil, Cabo Verde, Burkina Faso, Togo, Benín, Níger, Camerún, Senegal, Gambia, Guinea-Bissau y Guinea.

## Carrera
Claudia Turbay estudió Humanidades y Periodismo en Fordham University, y Magíster en Estudios Latinoamericanos y del Caribe en New York University (NYU). Ha realizado otros estudios y seminarios avanzados en el área de Técnicas de Negociación, de la Universidad de Harvard en Colombia, Comercio Internacional, Planeación Estratégica, Calidad Total, Desarrollo Humano, Negociación y otros temas.

## Vida personal
Claudia es hija del expresidente de Colombia Julio César Turbay Ayala y ex primera dama de Colombia Nydia Quintero. Ellos son de origen libanés y ascendencia vasca. Es tercera de cuatro hijos, sus otros hermanos son Julio César, Diana y María Victoria. Se casó con Jaime Granja Leudo con quien tuvo una hija, Claudia Alejandra, pero más tarde se divorció. De su segundo matrimonio tuvo dos hijos Laura y Santiago.